# Fenestraja
Fenestraja (лат.) — род скатов семейства ромбовых отряда скатообразных. Это хрящевые рыбы, ведущие донный образ жизни, с крупными, уплощёнными грудными плавниками в форме ромба и выступающим или округлым рылом. На вентральной стороне диска расположены 5 жаберных щелей, ноздри и рот. Хвост длинный и тонкий. Максимальная длина 37,5 см. Встречаются на глубине до 1330 м при температуре от −4,3 °C до 26,03 °C. Размножаются, откладывая яйца, заключённые в прочную роговую капсулу с выступами по углам.
Название рода происходит лат. fenestra — «окно» и лат. raja — «хвостокол».

## Классификация
В настоящее время в состав рода включают 8 видов:
- Fenestraja atripinna (Bigelow & Schroeder, 1950) — Чернопёрый скат
- Fenestraja cubensis (Bigelow & Schroeder, 1950)
- Fenestraja ishiyamai (Bigelow & Schroeder, 1962)
- Fenestraja maceachrani (Séret, 1989)
- Fenestraja mamillidens  (Alcock, 1889)
- Fenestraja plutonia  (Garman, 1881)
- Fenestraja sibogae  (Weber, 1913)
- Fenestraja sinusmexicanus (Bigelow & Schroeder, 1950)